# Schweizer Meisterschaften im Skilanglauf 2008
Die Schweizer Meisterschaften im Skilanglauf 2008 fanden in Feutersoey statt. Vom 24. bis 26. Januar 2008 wurden die Einzelrennen, Doppelverfolgungsrennen und Sprintrennen ausgetragen. Die Massenstartrennen und Staffelrennen fanden am 29. und 30. März 2008 statt. Ausrichter war der Skiclub Gsteig-Feutersoey.

## Ergebnisse Herren

### Sprint Freistil
| Platz | Name               | Verein            |
| ----- | ------------------ | ----------------- |
| 1     | Eligius Tambornino | Club da skis Trun |
| 2     | Martin Jäger       | Gardes-Frontière  |
| 3     | Dario Cologna      | Val Müstair       |
| 4     | Valerio Leccardi   | Gardes-Frontière  |
| 5     | Mauro Gruber       | SAS Bern          |
| 6     | Gaudenz Flury      | SAS Bern          |
| 7     | Jöri Kindschi      | Davos             |
| 8     | Philipp Furrer     | Andermatt         |

Datum: 26. Januar

Es waren 23 Läufer am Start. Das Rennen der U20 mit 14 Teilnehmern gewann Noe Tüfer.

### 15 km klassisch Einzel
| Platz | Name               | Verein                  | Zeit        |
| ----- | ------------------ | ----------------------- | ----------- |
| 1     | Reto Burgermeister | Davos                   | 41:26,1 min |
| 2     | Marco Mühlematter  | SC-Oberhasli            | 41:27,2 min |
| 3     | Gion Andrea Bundi  | TG Hütten               | 41:32,7 min |
| 4     | Dario Cologna      | Val Müstair             | 41:49,3 min |
| 5     | Christian Stebler  | Bannalp-Wolfenschiessen | 42:35,7 min |
| 6     | Charles Pralong    | Val Ferret              | 43:19,9 min |
| 7     | Ben Sim            | Australien              | 43:24,6 min |
| 8     | Valerio Leccardi   | Gardes-Frontière        | 43:50,1 min |
| 9     | Thomas Diezig      | Gardes-Frontière        | 44:20,9 min |
| 10    | Felix Dieter       | Bernina Pontresina      | 45:26,6 min |

Datum: 24. Januar

Es waren 25 Läufer am Start. Das Rennen der U20 gewann Jonas Baumann.

### 20 km Doppelverfolgung
| Platz | Name               | Verein                  | Zeit        |
| ----- | ------------------ | ----------------------- | ----------- |
| 1     | Dario Cologna      | Val Müstair             | 49:45,8 min |
| 2     | Thomas Diezig      | Gardes-Frontière        | 49:46,7 min |
| 3     | Christian Stebler  | Bannalp-Wolfenschiessen | 49:46,9 min |
| 4     | Marco Mühlematter  | SC-Oberhasli            | 49:52,4 min |
| 5     | Reto Burgermeister | Davos                   | 51:02,9 min |
| 6     | Ben Sim            | Australien              | 51:08,3 min |
| 7     | Eligius Tambornino | Club da skis Trun       | 52:08,0 min |
| 8     | Jöri Kindschi      | Davos                   | 52:08,1 min |
| 9     | Gion Andrea Bundi  | TG Hütten               | 52:53,2 min |
| 10    | Felix Dieter       | Bernina Pontresina      | 53:46,0 min |

Datum: 27. Januar

Es waren 20 Läufer am Start. Das Rennen der U20 gewann Jonas Baumann.

### 50 km Freistil Massenstart
| Platz | Name               | Verein                  | Zeit        |
| ----- | ------------------ | ----------------------- | ----------- |
| 1     | Toni Livers        | Gardes-Frontière        | 2:09:41,8 h |
| 2     | Thomas Diezig      | Gardes-Frontière        | 2:11:27,9 h |
| 3     | Valerio Leccardi   | Gardes-Frontière        | 2:14:26,2 h |
| 4     | Philipp Rubin      | SC-Oberhasli            | 2:15:28,9 h |
| 5     | Martin Jäger       | Gardes-Frontière        | 2:15:44,9 h |
| 6     | Marco Mühlematter  | SC-Oberhasli            | 2:16:42,2 h |
| 7     | Jöri Kindschi      | Davos                   | 2:21:39,8 h |
| 8     | Eligius Tambornino | Club da skis Trun       | 2:21:48,8 h |
| 9     | Seppi Hurschler    | Bannalp-Wolfenschiessen | 2:21:53,0 h |
| 10    | Charles Pralong    | Val Ferret              | 2:21:58,6 h |

Datum: 29. März

Es waren 31 Läufer am Start. Das Rennen der U20 über 30 km gewann Dominik Volken.

### Staffel
| Platz | Team                                                                  | Zeit        |
| ----- | --------------------------------------------------------------------- | ----------- |
| 1     | Gardes-FrontièreValerio Leccardi Thomas Diezig Toni Livers            | 1:14:28,3 h |
| 2     | Bannalp-WolfenschiessenChristian Stebler Seppi Hurschler Bruno Joller | 1:18:33,8 h |
| 3     | SAS BernAndrea Florinett Mauro Gruber Gaudenz Flury                   | 1:19:03,7 h |
| 4     | SC DavosReto Burgermeister Jöri Kindschi Christian Flury              | 1:19:11,0 h |
| 5     | SC Val FerretCharles Pralong Candide Pralong Romain Bruchez           | 1:20:39,8 h |
| 6     | SC Arve MolsDavid Romer Remo Fischer Serim Wetli                      | 1:21:29,6 h |
| 7     | SC FlühliUeli Schnider Christoph Schnider David Schnider              | 1:23:15,2 h |
| 8     | SC Obergoms-GrimselDominik Volken Bruno Bricker Raoul Volken          | 1:23:38,3 h |

Datum: 30. März

Es waren 15 Staffeln am Start.

## Ergebnisse Frauen

### Sprint Freistil
| Platz | Name                   | Verein                  |
| ----- | ---------------------- | ----------------------- |
| 1     | Laurien van der Graaff | Davos                   |
| 2     | Bettina Gruber         | SAS Bern                |
| 3     | Ursina Badilati        | Sportiva Palü Poschiavo |
| 4     | Lena Pichard           | Les Diablerets          |
| 5     | Sandra Gredig          | SAS Bern                |
| 6     | Chloe Mc Conville      | Australien              |
| 7     | Annika Strupler        | SAS Bern                |

Datum: 26. Januar

Das Rennen der U20 mit 14 Teilnehmern gewann Tatjana Stiffler.

### 10 km klassisch Einzel
| Platz | Name                      | Verein                  | Zeit         |
| ----- | ------------------------- | ----------------------- | ------------ |
| 1     | Ursina Badilati           | Sportiva Palü Poschiavo | 31:01,5 min. |
| 2     | Muriele Hüberli           | SAS Bern                | 32:09,8 min. |
| 3     | Aimee Watson              | Australien              | 32:34,9 min. |
| 4     | Natascia Leonardi Cortesi | SC Bedretto             | 33:07,6 min. |
| 5     | Laurien van der Graaff    | Davos                   | 33:16,6 min. |
| 6     | Sandra Gredig             | SAS Bern                | 34:19,5 min. |
| 7     | Annika Strupler           | SAS Bern                | 35:04,0 min  |
| 8     | Manuela Dörflinger        | Simano                  | 35:06,0 min  |
| 9     | Rebecca Aubert            | Orient – Sentier        | 35:23,6 min  |

Datum: 24. Januar

Siegerin bei der U20 über 5 km wurde Tatjana Stiffler. Ausländische Teilnehmer erhielten keine Medaillen.

### 10 km Doppelverfolgung
| Platz | Name               | Verein                  | Zeit         |
| ----- | ------------------ | ----------------------- | ------------ |
| 1     | Ursina Badilati    | Sportiva Palü Poschiavo | 30:29,4 min. |
| 2     | Muriele Hüberli    | SAS Bern                | 30:35,1 min. |
| 3     | Aimee Watson       | Australien              | 30:35,5 min. |
| 4     | Theres Kläsi       | Am Bachtel              | 32:16,7 min. |
| 5     | Chloe Mc Conville  | Australien              | 32:30,0 min. |
| 6     | Annika Strupler    | SAS Bern                | 32:42,5 min. |
| 7     | Manuela Dörflinger | Simano                  | 33:36,2 min  |

Datum: 27. Januar

Siegerin bei der U20 wurde Tatjana Stiffler. Ausländische Teilnehmer erhielten keine Medaillen.

### 30 km Freistil Massenstart
| Platz | Name                   | Verein                  | Zeit        |
| ----- | ---------------------- | ----------------------- | ----------- |
| 1     | Seraina Mischol        | Davos                   | 1:26:20,9 h |
| 2     | Seraina Boner          | Klosters                | 1:27:21,5 h |
| 3     | Silvana Bucher         | Entlebuch               | 1:28:12,8 h |
| 4     | Doris Trachsel         | Plasselb                | 1:29:23,7 h |
| 5     | Karin Camenisch        | Klosters                | 1:29:51,7 h |
| 6     | Muriele Hüberli        | SAS Bern                | 1:31:33,7 h |
| 7     | Ursina Badilati        | Sportiva Palü Poschiavo | 1:32:49,0 h |
| 8     | Rahel Imoberdorf       | SAS Bern                | 1:33:30,4 h |
| 9     | Laurien van der Graaff | Davos                   | 1:37:42,7 h |
| 10    | Sandra Gredig          | SAS Bern                | 1:38:38,8 h |

Datum: 29. März

Es waren 14 Läuferinnen am Start. Siegerin bei der U20 wurde Lucy Pichard.

### Staffel
| Platz | Team                                                            | Zeit        |
| ----- | --------------------------------------------------------------- | ----------- |
| 1     | SC DavosTatjana Stiffler Seraina Mischol Laurien van der Graaff | 41:42,0 min |
| 2     | SAS BernMuriele Hüberli Rahel Imoberdorf Sandra Gredig          | 42:30,9 min |
| 3     | SC DiableretsLena Pichard Marlyse Breu Lucy Pichard             | 43:34,3 min |
| 4     | SC KlostersSeraina Boner Karin Camenisch Selina Meier           | 43:49,8 min |
| 5     | Am BachtelSarah Holzgang Theres Kläsi Rebecca Vontobel          | 45:48,4 min |
| 6     | SC VättisPatricia Sprecher Stefanie Sprecher Barbara Jäger      | 45:58,4 min |
| 7     | SC ObergomsChantal Carlen Ladina Meier-Ruge Stephanie Schnydrig | 47:49,4 min |
| 8     | SC FlühliCarmen Emmenegger Ursula Felder Mary Duss              | 47:50,4 min |

Datum: 30. März

Es waren 12 Staffeln am Start.